# Chilili, Novi Meksiko
Chilili je popisom određeno mjesto u okrugu Bernalillu u američkoj saveznoj državi Novom Meksiku. Prema popisu stanovništva SAD 2010. ovdje je živjelo 137 stanovnika. Dio je albuquerqueanskog metropolitanskog statističkog područja.

## Povijest
Današnje španjolsko selo osnovano je 1841. godine. Istoimeno staro naselje koje su zabilježili Camuscado i Alonso de Benavides postojalo je još u drugoj polovici 16. stoljeća kao pueblo Tompira Indijanaca, a napušteno je zbog upada Apača između 1669. i 1676. godine.

## Zemljopis
Nalazi se na 34°53′31″N 106°14′06″W / 34.891855°N 106.235074°W. Prema Uredu SAD-a za popis stanovništva, zauzima 2,60 km2 površine, sve suhozemne.
Državna cesta Novog Meksika br. 337 prolazi kroz Chilili i vodi prema 31 km udaljenom Tijerasu i međudržavnoj cesti br. 40 te državnom cestom Novog Meksika br. 55 istočno od Tajiquea. 

## Stanovništvo
Prema podatcima popisa 2010. ovdje je bilo 137 stanovnika, 48 kućanstava od čega 37 obiteljskih, a stanovništvo po rasi bili su 35,00% bijelci, 2,2% "crnci ili afroamerikanci", 4,4% "američki Indijanci i aljaskanski domorodci", 0,0% Azijci, 0,0% "domorodački Havajci i ostali tihooceanski otočani", 54,0% ostalih rasa, 4,4% dviju ili više rasa. Hispanoamerikanaca i Latinoamerikanaca svih rasa bilo je 83,9%.

## Vanjske poveznice
- (eng.) New Mexico Land Grants